# Đorđe Vojislavljević
Đorđe Vojislavljević (Servisch: ђорђе Војислављевића) was de zoon van Konstantin Bodin en een zekere Jakvinta.
Door zijn moeder op de troon gezet, werd Đorđe koning van Dioclitië van 1114 tot 1118 en van 1125 tot 1131. Hij werd een grote tegenstander van Raška, de centrale staat van middeleeuws Servië. Met zijn overlijden kwam er ook een einde aan de relatieve zelfstandigheid van Dioclitië. Dioclitië kwam geheel onder Rascische heerschappij en werd vanaf dan geregeerd door de heersers uit de Urošević- en de Nemanjićdynastie.